# Shawn Fonteno
Shawn Darnell Fonteno, também conhecido como Solo, é um ator e rapper estadunidense, mais conhecido pela dublagem e atuação como Franklin Clinton do videojogo Grand Theft Auto V.  A atuação de Fonteno em Grand Theft Auto V foi gravada principalmente usando tecnologia de captura de movimento.

## Biografia
Fonteno nasceu em Watts, Los Angeles. Ele se juntou a várias gangues e vendeu drogas, mas um tiroteio quase fatal o levou a buscar uma carreira na música e atuação. Ele é primo de Young Maylay, que dublou Carl Johnson, o protagonista de Grand Theft Auto: San Andreas.

## Carreira na atuação
Fonteno também atuou em filmes como The Wash.